# Isabella Goldmann
Isabella Goldmann (L'Aja, 12 gennaio 1957) è un'architetta, giornalista e regista italiana.

## Biografia
Nata nei Paesi Bassi da genitori italiani, padre fisico nucleare e madre storica dell'arte, torna molto presto nella nazione d'origine, stabilendosi a Roma. Qui si laurea in architettura all'Università La Sapienza. Durante il periodo universitario svolge parallelamente due attività: in ambito accademico è assistente volontaria con Bruno Zevi (1981-1982), segue restauro con Paolo Marconi (1983-1984) e inizia a lavorare in Rai in veste di attrice e conduttrice.

### Architettura
Dopo l'abilitazione alla professione, nel 1986 si trasferisce prima alla Harvard University di Cambridge e poi all'Università Bocconi di Milano, dove consegue nel 1987 un master in business administration presso la SDA (Scuola di Direzione Aziendale). Dal 1995, come libera professionista, si dedica alla pratica e alla comunicazione dell'architettura bioclimatica, integrando nella architettura contemporanea discipline come storia dell'architettura, restauro edilizio e comunicazione.
È docente universitaria a contratto presso l'Università Ca' Foscari Venezia e la IULM di Milano, e tiene spesso interventi e lectures in convegni e occasioni pubbliche.
Nel 2011 è stata premiata come Real Estate Lady dell'anno, da Scenari Immobiliari - AREL. Dall'anno seguente è membro del Consiglio Direttivo Lombardia di INARCH (Istituto Nazionale di Architettura), fondato da Bruno Zevi. Nel 2017 è stata indicata dal report Climate Change Evolution, della Hossein Farmani Foundation, tra gli 80 influencers globali sul tema.

### Televisione

Isabella Goldmann nel 1978

Nel 1977 comincia a collaborare con la televisione privata Quinta Rete in programmi di intrattenimento, lavorando con Pippo Baudo e Giancarlo Magalli. Successivamente, nel 1978 vince un provino Rai, assieme a Beppe Grillo e Tullio Solenghi, e diventa valletta di Corrado a Domenica in. Per tutto il decennio successivo prende parte a diverse produzioni televisive dell'emittente di Stato in qualità di attrice drammatica, tra cui le più popolari sono Fermate il colpevole, telefilm abbinato alla Lotteria Italia, e Quell'antico amore, sceneggiato diretto da Anton Giulio Majano, oltre ad altre a seguire nel ruolo da protagonista.
Dal 1988 è passata dietro la macchina da presa, svolgendo tuttora attività di autrice e regista di documentari e trasmissioni culturali per la RAI, sempre sul tema dell'architettura. In questa veste ha lavorato con Italo Moscati e Giovanni Minoli a numerose produzioni per Rai 1 e Rai Educational.

## Filmografia
- Fermate il colpevole – serie TV (1979)
- Gelosia, regia di Leonardo Cortese – sceneggiato TV (1980)
- Quell'antico amore, regia di Anton Giulio Majano – sceneggiato TV, 5 puntate (1981-1982)
- Casa Cecilia – serie TV, episodio 1x06 (1982)
- La maestrina, regia di Mario Caiano (1982)
- Come le foglie (1983)
- I due prigionieri (1985)
- Olga e i suoi figli, regia di Salvatore Nocita – miniserie TV (1985)
- Strada senza uscita, regia di Anton Giulio Majano – miniserie TV (1986)
- Sei delitti per padre Brown – serie TV, 1 episodio (1988)
- Vita dei castelli (1990)

## Programmi TV
- Domenica in (1978)
- Acquario di Milano – documentario (199?)